# بولگوک-دونگ
بولگوک-دونگ (به لاتین: Bulguk-dong) یک منطقهٔ مسکونی در کره جنوبی است که در گیونگجو واقع شده‌است.